# Дубок Тетяна Василівна
Тетяна Василівна Дубок (нар. 1898 — ?) — українська радянська діячка, ланкова колгоспу «Червона Зірка» Народицького району Житомирської області. Депутат Верховної Ради СРСР 1-го скликання.

## Життєпис
Народилася в бідній селянській родині. Освіта початкова. Працювала наймичкою в заможних селян.
З 1929 року — колгоспниця, льонотріпальниця колгоспу «Червона Зірка» села Народичі Народицького району. Обиралася членом сільської ради та членом правління сільського кооперативного товариства.
На 1937—1938 роки — ланкова по льону колгоспу «Червона Зірка» села Народичі Народицького району Житомирської області.
Кандидат у члени ВКП(б) з січня 1938 року.

## Нагороди
- орден «Знак Пошани» (16.03.1936)